# Hélène Esnault
Hélène Esnault (París, Francia, 17 de julio de 1953) es una matemática franco-alemana especializada en geometría algebraica. Obtuvo su doctorado en 1976 bajo la dirección de Lê Dũng Tráng, con una tesis titulada Singularites rationnelles et groupes algebriques (Singularidades racionales y grupos algebraicos).

## Formación
Esnault obtuvo su doctorado en 1976 en la Universidad de París VII, y la habilitación en la Universidad de Bonn en 1985. Tras ello, trabajó para la Sociedad Alemana de Investigación en el Instituto Max Planck de Matemáticas en Bonn.

## Carrera
Se convirtió en catedrática en la Universidad Libre de Berlín en 2012, donde es líder del grupo de investigación en álgebra y teoría de números, tras haber trabajado previamente en la Universidad de Duisburgo-Essen, el Instituto Max Planck de Matemáticas en Bonn y la Universidad de París VII Denis Diderot.

## Premios y reconocimientos
En 2001, ganó el Premio Paul Doisteau-Émile Blutet de la Academia de Ciencias de París. En 2003, Esnault y Eckart Viehweg recibieron el Premio Gottfried Wilhelm Leibniz. En 2014 fue elegida miembro de la Academia Europea, y es además miembro de la Leopoldina, la Academia de Ciencais y Humanidades de Berlín-Brandeburgo y la Europäische Akademie Nordrhein-Westfalen. En 2019, fue galardonada con la Medalla Cantor.